# HD 4732
Désignations
HD 4732, également désignée HR 228, est une étoile géante rouge de magnitude 5,9 située dans la constellation de la Baleine. Elle se trouve à 189 années-lumière du Système solaire.
HD 4732 est située dans l'hémisphère sud céleste, bien qu'elle puisse être observée depuis la plupart des régions de la Terre. Près de l'Antarctique, l'étoile est circumpolaire, tandis qu'elle est toujours sous l'horizon près de l'Arctique. Sa magnitude de 5,9 la place à la limite de la visibilité à l'œil nu, il est donc possible d'observer cette étoile à l'œil nu dans un ciel clair et sans Lune.
Le meilleur moment pour observer cette étoile dans le ciel du soir tombe entre septembre et février, et depuis les deux hémisphères la période de visibilité reste à peu près la même, grâce à la position de l'étoile non loin de l'équateur céleste.
L'étoile est une géante rouge d'une magnitude absolue de +2,14, et sa vitesse radiale indique que l'étoile s'éloigne du Système solaire.

## Système planétaire
En novembre 2012, un système planétaire a été annoncé en orbite autour de cette étoile à partir de mesures de vitesse radiale à l'observatoire astrophysique d'Okayama et à l'observatoire astronomique australien. Le système planétaire possède deux planètes géantes ayant des masses minimales identiques de 2,4 fois celle de Jupiter avec des périodes orbitales de 360 jours et de 2 732 jours. La masse maximale des planètes ne peut pas dépasser 28 fois celle de Jupiter sur la base d'une analyse de stabilité dynamique du système, si les planètes sont coplanaires et progrades.
Une analyse publiée en 2019 montre que le système planétaire de HD 4732 est stable sur de longues durées de temps.
| Planète | Masse          | Demi-grand axe (ua) | Période orbitale (jours) | Excentricité | Inclinaison | Rayon |
| ------- | -------------- | ------------------- | ------------------------ | ------------ | ----------- | ----- |
| b       | 2,37 ± 0,34 MJ | 1,19 ± 0,05         | 360,2 ± 1,4              | 0,13 ± 0,06  |             |       |
| c       | 2,37 ± 0,38 MJ | 4,60 ± 0,23         | 2 732 ± 81               | 0,23 ± 0,07  |             |       |